# Говард Стерн

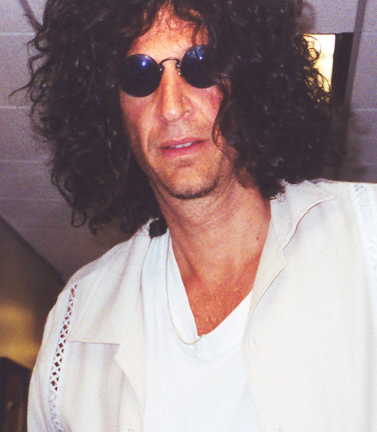
Стерн, Говард Аллен

Го́вард Аллен Сте́рн (англ. Howard Allan Stern; нар. 12 січня 1954, Нью-Йорк) — американський теле- і радіоведучий, гуморист і автор книг. Народився в єврейсько-американській сім'ї. Визнаний король радіо.
У 1993 році вийшла книгою його автобіографія «Private Parts». У 1997 році світ побачив знятий з цієї автобіографії художній фільм, в якому сам Стерн і деякі його друзі й колеги грали самих себе. Як фільм, так і книга були комерційно успішними.
Його шоу відвідують відомі люди. До нього заходили як міс Всесвіт — Оксана Федорова, так і порнозірки на зразок Дженні Джеймсон. Також він є великим шанувальником групи «Ramones».

### Офіційні сторінки в Інтернеті
- Howard Stern's Official Web Site [Архівовано 8 червня 2022 у Wayback Machine.]
- Howard Stern on SIRIUS official site [Архівовано 27 листопада 2010 у Wayback Machine.]
- Howard Stern On Demand official site [Архівовано 21 листопада 2008 у Wayback Machine.]

### Інтернет сторінки прихильників Говарда Стрена
- The Howardshrine Fan Site (Official)
- Stern Fan Network [Архівовано 5 січня 2006 у Wayback Machine.]
- Marks Friggin [Архівовано 25 березня 2022 у Wayback Machine.] (daily radio show summaries)
- Howard Stern Show Audio and Video — howardsternshow.org emphasis on prank audio and video clips from the show
- Howard Stern

### Відеозаписи
- Howard Stern interview, 1991 [Архівовано 24 січня 2013 у Wayback Machine.]